# خطای دکارت
خطای دکارت: هیجان، استدلال و مغز انسان (انگلیسی: Descartes' Error) کتابی است اثر عصب‌پژوهی به نام آنتونیو داماسیو به سال ۱۹۹۴ که در آن فیزیولوژی تفکر عقلانی و تصمیم‌سازی را شرح داده و اینکه چگونه این استعدادهای ذهنی در نتیجه انتخاب طبیعی داروینی توانسته است شکل بگیرد. داماسیو برای نام‌گذاری این کتاب به نظریه‌ جدا بودن ذهن و بدن(دوگانه‌گرایی ذهن و بدن) از رنه دکارت اشاره می‌کند که آن را یک خطا و اشتباه می‌نامد. چراکه شکل‌گیری استدلال، هم به رهنمودهای هیجانات و هم به حس‌های منتقل شده از سراسر بدن نیاز دارد. داماسیو ابتدا در کتابش ماجرای حادثه غیرمنتظره‌ای که در راه‌آهن در سال ۱۸۶۸ بر سر فی‌نیس گِیج افتاد را در قالب موردی عام برمی‌گزیند. پس از به‌کار گیری این مورد او در ادامه داده‌هایی از موردهای جدید و متعدد را بررسی و دخیل می‌کند، تا در نهایت اثرات مخرب شناختی‌ای را برشمرد که وقتی ایجاد شدند که که بخش‌های مربوط به هیجان و استدلال در مغز به صورت آناتومیک از یکدیگر جدا شدند.
این کتاب از سه مترجم متفاوت به فارسی ترجمه شده است.